# Shigehiro Takuya
Takuya Shigehiro (sinh ngày 5 tháng 5 năm 1995) là một cầu thủ bóng đá người Nhật Bản.

## Sự nghiệp câu lạc bộ
Takuya Shigehiro đã từng chơi cho Kyoto Sanga FC.